# Alexandre Saint-Yves d'Alveydre
Joseph Alexandre Saint-Yves d'Alveydre (Paris, 26 de março de 1842 - Pau 5 de fevereiro de 1909), foi um ocultista e esoterista francês, autor de obras como "O Arqueômetro", e "A teogonia dos Patriarcas" e uma coleção de textos intitulados "As missões" em que cobre grandes períodos históricos para fundamentar um regime político ou social que se chama sinarquia.
Em 1877, conheceu Marie de Riznitch, a Condessa Keller, sobrinha da Condessa polonesa Rzewuska, amiga de Eliphas Lévi (Alphonse Louis Constant), que havia casado em segundas núpcias com Honoré de Balzac. O casamento de com a Condessa de Keller proporcionou a Saint-Yves a possibilidade de se dedidcar exclusivamente ao Esoterismo.
Em 1880, ela conseguiu junto ao Papa, para seu marido, o título de Marquês de Saint-Yves d'Alveydre.
Alguns consideram-no membro da Agartha budista da época. Um ano após sua morte, Papus (Gérard Anaclet Vincent Encausse) e alguns amigos fundaram a Sociedade Civil "Os Amigos de Saint Yves", para divulgar suas obras e promover conferências públicas.

## Bibliografía
De Saint-Yves d'Alveydre
- Le Retour du Christ, 1874
- Clefs de l'Orient, 1877
- Testament lyrique, 1877
- Le Mystère du Progrès, 1878
- De l'utilité des algues marines, 1879
- Mission des Souverains, 1882
- Mission des Ouvriers, 1882
- Mission des Juifs, 1884
- Mission de l'Inde, 1886
- Les funérailles de Victor Hugo, 1885
- La France vraie ou la Mission des Français, 1887
- Voeux du syndicat de la Presse économique, 1887
- Les Etats-généraux du suffrage universel, 1888
- Le centenaire de 1789 - Sa conclusion, 1889
- L'ordre économique dans l'Electorat et dans l'Etat, 1889
- Le poème de la Reine, 1889
- Maternité royale et mariages royaux, 1889
- L'Empereur Alexandre III épopée russe, 1889
- Jeanne d'Arc victorieuse, 1890
- Des brevets pour des applications de l'Archéomètre en 1903 et suivantes.
- Théogonie des Patriarches, 1909, édition posthume.
- L'Archéomètre - Clef de toutes les religions et de toutes les sciences de l'Antiquité - Réforme synthétique de tous les arts contemporains, 1910, édition posthume.

## Biografias sobre Saint-Yves d'Alveydre
- La France vraie ou la Mission des Français, 1887 : Autobiografía de Saint-Yves d'Alveydre.
- François-Charles Barlet (Albert Faucheux), Saint-Yves d'Alveydre, 1910.
- Jean Saunier, Saint-Yves d'Alveydre ou une Synarchie sans énigme, 1981.
- Jacques Weiss, La Synarchie de Saint-Yves d'Alveydre.